# Adolphe Yvon

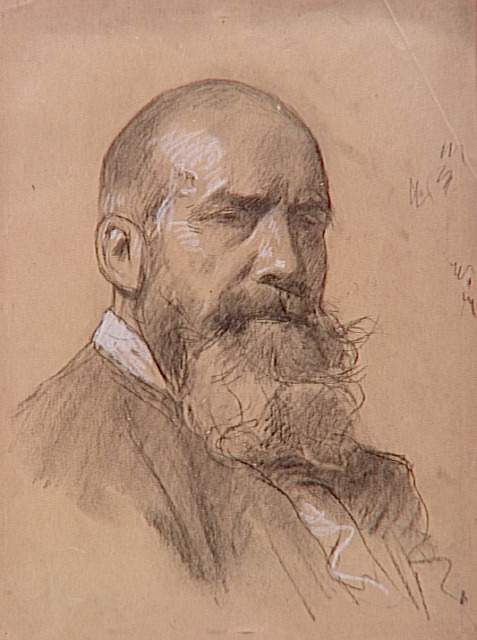
Adolphe Yvon, Selbstporträt

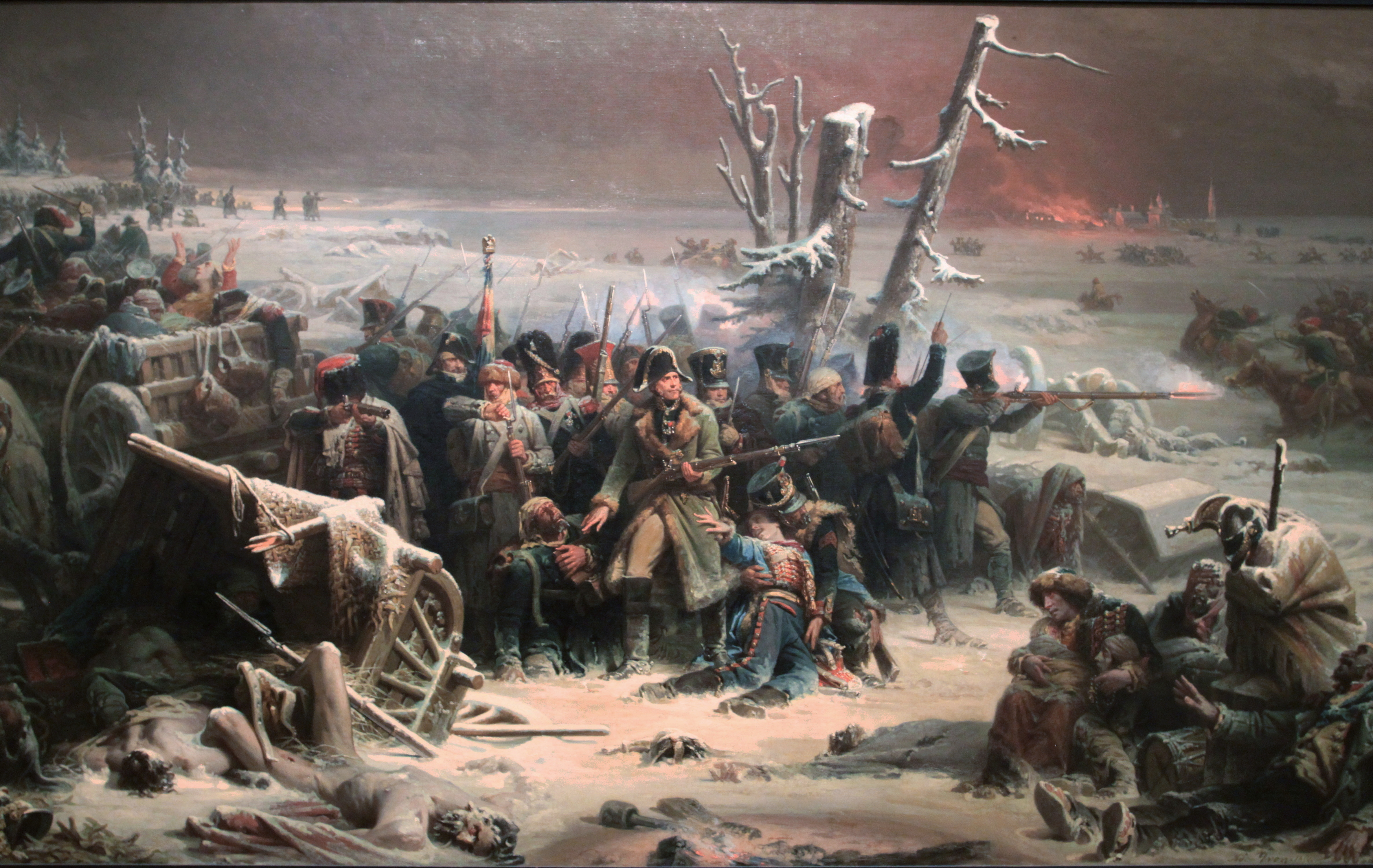
Marshall Ney beim Rückzug in Russland

Adolphe Yvon (* 30. Januar (abweichend 1. oder 12. Februar) 1817 in Eschviller, Lothringen; † 11. September 1893 in Paris) war ein französischer Maler.

## Leben
Er wurde geboren als Sohn von Pierre Nicolas Yvon (1776–1848) und seiner aus Worms-Neuhausen stammenden Ehefrau Anne Marie, geb. Neumayer (1789–1869). Der Zwillingsbruder der Mutter war Maximilian Georg Joseph Neumayer (1789–1866), französischer Divisionsgeneral und Großoffizier der Ehrenlegion.
Yvon war ein Schüler des Malers Paul Delaroche. Er unternahm 1843 eine Studienreise durch das Zarenreich, die sich künstlerisch in vielen Bildern niederschlug. 1855 nahm er als offizieller Schlachtenmaler der französischen Regierung am Krimkrieg teil. Am 8. August 1857 wurde sein Sohn Maurice Yvon in Paris geboren.
1883 wurde der Maler als Professor an die École polytechnique in Paris berufen.
Yvon starb 1893 in Paris im Alter von 76 Jahren.